# Gretchen (Club)
Der Club Gretchen (auch: das Gretchen) ist ein (Live-)Musik-Club in Berlin-Kreuzberg und wurde 2011 von Pamela Schobeß und Lars Döring gegründet. Der Club besteht aus zwei Floors (Box1 und Box2) sowie einem kleinen Außenbereich (Gretchen Yard) und befindet sich auf dem sogenannten Dragonerareal.

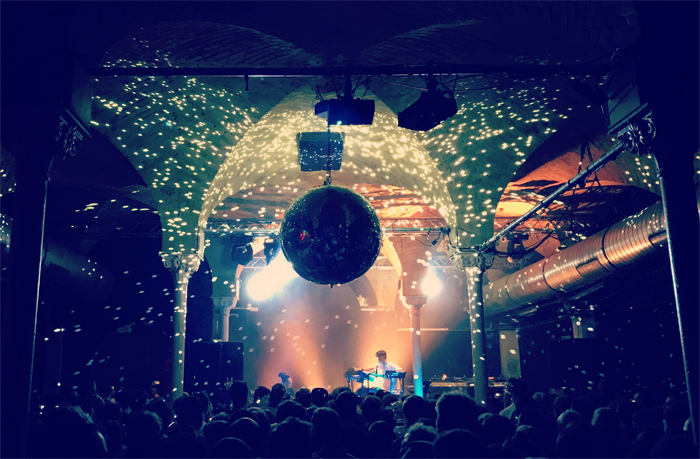
Gretchen Club

Die Veranstaltungsräume sind in den ehemaligen Stallungen des preußischen 1. Garde-Dragoner-Regiments der Königin Victoria von Großbritannien und Irland von 1854. Das Gebäude ist Denkmalgeschützt, in den Clubräumen signifikant ist das historische Kreuzgewölbe, zusammen mit den im Zuge des Club-Ausbaus wieder freigelegten Säulen der Stallanlage.

## Konzept
Veranstaltet werden Live-Konzerte und Clubnächte. Beim Kuratieren des Programms verfolgt der Club nach eigener Darstellung das 'Cutting Edge-Prinzip', dessen Kernmerkmal Neuheit durch musikalische Offenheit ist, die sich im Dialog unterschiedlicher Musikstile beständig erweitert und durch Toleranz, Improvisation und dem Streben nach Innovation gekennzeichnet ist.
Die abgebildeten Stile reichen von Electronica, Bass, Drum ’n’ Bass, Dubstep, Trap über IDM, Elektro, Glitch, Experimental, Avantgarde bis hin zu Hip-Hop, Funk, Soul, Folk, Afrobeats, Jazz und World. Das Programm repräsentiert Berlin durch lokale Acts und gibt nationalen und internationalen Künstlern, deren Labels, aber auch Newcomern eine Plattform. Der Club versteht sich darüber hinaus als Schutzraum für marginalisierte Gruppen und unterstützt mit entsprechenden Veranstaltungen FLINTA*, LGBTIQ*, POC und deren Communities. Neben Konzerten und Clubnächten präsentiert der Club regelmäßig Poetry-Slams, Lesungen, Theateraufführungen und Panels.

## Auszeichnungen
Club Gretchen ist Preisträger des Bundeskulturpreises APPLAUS in den Jahren 2015, 2016, 2017, 2021 und 2023; 2023 hat die Spielstätte den Hauptpreis in der Kategorie „Bestes Livemusikprogramm“ erhalten. Die Auszeichnung wird von der Bundesbeauftragten für Kultur und Medien verliehen. 2020, 2021 und 2022 wurde das Gretchen im Rahmen des "Tag der Clubkultur" von der Berliner Senatsverwaltung für Kultur und Europa für sein Kulturprogramm ausgezeichnet. 

## Politisches Engagement
Die Betreiber des Clubs setzen sich seit 2015 zusammen mit stadtpolitischen Initiativen für eine soziale Entwicklung des Geländes im Rathausblock ein. Die Privatisierung der 4,7 ha großen Fläche konnte aus diesem Arbeitszusammenhang heraus erfolgreich abgewendet werden.
Die Spielstätte ist Teil des Zukunftsrats Dragonerareal, dem politischen Gremium bestehend aus den Senatsverwaltungen für Stadtentwicklung (jetzt Stadtentwicklung, Bauen und Wohnen), Finanzen sowie Wirtschaft, Energie und Betriebe, dem Bezirksamt Friedrichshain/Kreuzberg, der BIM (Berliner Immobiliengesellschaft), der WBM (Wohnungsbaugesellschaft Berlin-Mitte) sowie zwei Akteuren der Zivilgesellschaft, Vernetzungstreffen Rathausblock (Zusammenschluss von Initiativen) und Forum Rathausblock.